# Best Friend (Toy-Box-dal)
A Best Friend a dán pop duó Toy-Box második kislemeze a Fantastic című albumról, mely 1998-ban jelent meg az Edel kiadó gondozásában.

## Megjelenések
12"  Németország  Edel Records – ERE 0044810
- A1	Best Friend (Extented Version) 3:28 Mastered By – Golden Child
- A2	Best Friend (The Poker Boys Toy-Mix Long Version) 6:28Remix, Producer [Additional] – The Poker Boys
- A3	Best Friend (Radio Version) 4:11 Mastered By – Golden Child, Mia Lorentzon

- B1	Best Friend (The Poker Boys Toy-Mix Short Version) 3:12 Mastered By – Mia LorentzonRemix, Producer [Additional] – The Poker Boys
- B2	Best Friend (Elephant & Castle Mix) 5:05Executive Producer – Haarder, Wennick, Mastered By – Mia Lorentzon Remix – Elephant & Castle

## Slágerlisták
| Slágerlista (1998-99)                 | Legjobb helyezés |
| ------------------------------------- | ---------------- |
| Ausztrália (ARIA)                     | 39               |
| Dánia (Tracklisten Top 40)            | 6                |
| Europe (European Hot 100 Singles)     | 37               |
| Europe (Eurochart Hot 100)            | 11               |
| Netherlands (Single Top 100)          | 1                |
| Hollandia (Top 40)                    | 1                |
| Norvégia (VG-lista)                   | 13               |
| Svédország (Sverigetopplistan)        | 23               |
| Egyesült Királyság (UK Singles Chart) | 41               |